# Quỳnh Tam
Quỳnh Tam là một xã thuộc tỉnh Nghệ An, Việt Nam. Xã được hình thành trên cơ sở sáp nhập các xã Tân Sơn, Quỳnh Châu và Quỳnh Tam của huyện Quỳnh Lưu trong đợt Sáp nhập tỉnh thành Việt Nam 2025.

## Địa lý
Xã Quỳnh Tam có vị trí địa lý:
- Phía Đông giáp xã Quỳnh Văn, xã Quỳnh Sơn và xã Hùng Châu;
- Phía Nam giáp xã Bình Minh và xã Giai Lạc;
- Phía Tây giáp xã Đông Hiếu và xã Nghĩa Đồng;
- Phía Bắc giáp xã Quỳnh Thắng.

Xã Quỳnh Tam có diện tích tự nhiên 103,40 km².
Với một vùng đất tự nhiên rộng lớn nằm ở miền trung du bán sơn địa, là nơi giáp giới 3 huyện: Nghĩa Đàn, Yên Thành, Diễn Châu. Vùng này còn là nơi chuyển tiếp giữa vùng đồi và đồng bằng tạo nên vùng đồi thấp chỉ trên dưới 200m so với mặt biển. Địa thế Quỳnh Tam thấp dần từ Tây sang Đông, tạo thế cho các nguồn sông suối chạy từ Tây sang Đông. Độ nghiêng đó tạo thuận lợi cho việc thiết lập hệ thống nông giang, đắp đập giữ nước tưới cho đồng ruộng. Địa hình Quỳnh Tam như một thung lũng, hai bên là dãy núi cao: đó là núi Sượng chạy dài từ Tây sang Đông, từ đầu xã đến cuối xã và nhiều núi cao gối nhau ở địa phận huyện Yên Thành.

## Lịch sử
Ngày xưa vùng đất này là núi đồi rừng rậm có nhiều thú dữ gọi là vùng kẻ Sượng, kẻ Cận. Các cụ thường nói về địa phận của mình: "Thượng truông Rếp, hạ truông Vên, đông Lệ, tây Tràng[2]"
Cách mạng tháng Tám năm 1945, các làng Xuân Thọ, Quang Phong và Nghĩa Môn đã nổi lên giành chính quyền theo đơn vị làng. Một tháng sau bầu cử Quốc hội (ngày 6 tháng 1 năm 1946), tiến hành bầu cử đại biểu HĐND ba cấp, ngày 24 tháng 2 năm 1946. Theo chủ trương của huyện Quỳnh Lưu, làng Xuân Thọ cùng với làng Tam Lễ, Đồng Lầy nhập lại đặt tên là xã Tam Xuân. Làng Quang Phong cùng với các làng Long Cơ, Xuân Hòa, Đồng Khóng nhập lại gọi là xã Xuân Phong, thuộc huyện Diễn Châu. Đến năm 1948, xã Xuân Phong nhập với xã Minh Đức gọi là xã Minh Xuân. Làng Nghĩa Môn nhập lại với các làng Yên Định, Phúc Lộc, Phúc Trạch thuộc huyện Yên Thành.
Tháng 2 năm 1954[3], theo chủ trương của huyện, xã Tam Xuân được chia ra thành 3 xã nhỏ: Quỳnh Thắng, Quỳnh Châu, Quỳnh Tam. Xã Quỳnh Tam lúc bấy giờ ngoài làng Xuân Thọ cũ còn nhập thêm làng Quang Phong của huyện Diễn Châu và làng Nghĩa Môn huyện Yên Thành. Lúc bấy giờ xã Quỳnh Tam gồm 6 chòm: Xuân Thọ, Nghĩa Môn, Đồng Mủng, Đồng Hồ, Đồng Lầy, Quang Tịnh.Xã Quỳnh Tam được mang tên từ ngày đó đến nay, nó là hiện thân của tên gọi xa xưa nhất là Kẻ Sượng, Kẻ Cận cách ngày nay trên dưới 400 năm tuổi.
Ngày 16 tháng 6 năm 2025, xã Quỳnh Tam được thành lập theo Nghị quyết số 1678/NQ-UBTVQH15 của Ủy ban Thường vụ Quốc hội Việt Nam, ban hành ngày 16 tháng 6 năm 2025. Theo đó, sắp xếp toàn bộ diện tích tự nhiên, quy mô dân số của các xã Tân Sơn, Quỳnh Châu và Quỳnh Tam thuộc huyện Quỳnh Lưu trước đây thành một xã mới có tên gọi là xã Quỳnh Tam. Trước đó, theo Đề án sắp xếp đơn vị hành chính cấp xã tỉnh Nghệ An, xã này là xã Quỳnh Lưu 4.
Sau sắp xếp xã có diện tích tự nhiên: 103,40 km², quy mô dân số: 35.568 người.

## Truyền thống
Mảnh đất, con người và tài nguyên của Quỳnh Tam là tài sản vô giá mà thiên nhiên đã ban tặng. Muốn những tiềm năng đó biến thành hiện thực, Đảng bộ và nhân dân Quỳnh Tam phải có nghị lực lớn để tìm hướng đi đúng trong đổi mới cơ cấu mùa vụ, cơ cấu cây trồng đa dạng phong phú để vươn lên khai thác, cải tạo làm chủ thiên nhiên, xây dựng cuộc sống. Những năm gần đây, Đảng bộ Quỳnh Tam đã có những bước đi thích hợp, đẩy mạnh sản xuất đúng hướng, đời sống của nhân dân từng bước được nâng cao, kết cấu hạ tầng điện, đường, trường, trạm... ngày càng được cải thiện. Từ đó, một số ngành nghề mới được phát triển: vườn đồi, vườn rừng, chăn nuôi gia súc gia cầm, các dịch vụ vận tải buôn bán phát triển, các dịch vụ chế biến nông sản, các ngành nghề thủ công, cửa hàng, cửa hiệu đã bắt đầu mọc lên trên các tuyến đường liên xã và trung tâm thương mại chợ Quỳnh Tam.
Trong công cuộc đổi mới, đất nước bước vào thời kỳ đẩy mạnh công nghiệp hóa, hiện đại hóa, thực hiện mục tiêu dân giàu, nước mạnh, dân chủ, công bằng, văn minh. Quỳnh Tam đang trăn trở dốc mọi sức lực, tinh thần và trí tuệ, cố gắng vươn lên xây dựng xã ngày một giàu đẹp, đến năm 2020 xã đạt tiêu chí về nông thôn mới.
Với truyền thống cách mạng, nhân dân xã Quỳnh Tam anh hùng trong các cuộc kháng chiến, cần cù chịu khó, năng động sáng tạo trong thời kỳ đổi mới. Đảng bộ, HĐND, UBND xã kêu gọi các nhà đầu tư, các doanh nghiệp trong và ngoài nước, con em xa quê tiếp tục đầu tư, liên kết đầu tư trên các lĩnh vực công nghiệp, dịch vụ thương mại, sản xuất, chế biến, phân phối hàng hóa, tài chính ngân hàng, vui chơi giải trí… Địa phương cam kết, nhanh nhất, hiệu quả nhất, trách nhiệm nhất khi các dự án mới đầu tư trên địa bàn.